# Prothamnodes
Prothamnodes is een geslacht van vlinders van de familie sikkelmotten (Oecophoridae), uit de onderfamilie Xyloryctinae.

## Soorten
- P. bathocentrella Viette, 1968
- P. platycycla Meyrick, 1923